# Winfried Petzold
Winfried Dietmar Konrad Petzold (* 15. März 1943 in Breslau; † 22. Dezember 2011) war ein deutscher Politiker (NPD). 2004 bis 2011 war er für die Nationaldemokratische Partei Deutschlands (NPD) Abgeordneter im Sächsischen Landtag. 

## Leben
Winfried Petzold absolvierte nach dem Abschluss der 10. Klasse eine Lehre als Monteur für Aufzugsanlagen und arbeitete im erlernten Beruf. Nach einer kaufmännischen Ausbildung war er 1969 bis 1974 Handelsvertreter und 1974 bis 1976 freiberuflicher Zeichner. Zwanzig Jahre lang arbeitete er selbständig als Gastronom, Inhaber eines Eiscafés, zuletzt Geschäftsführer eines Restaurants. 
Er war verheiratet und hatte ein Kind.

## Politik
Bis zur Wende war Petzold parteilos. 1989 trat er den Republikanern bei und war von 1991 bis 1993 REP-Landesvorsitzender Sachsens. 1995 erfolgte der Eintritt in die NPD, seit 1998 war er Vorsitzender des NPD-Landesverbandes Sachsen. 2009 schied er aus dem Amt aus. Holger Apfel wurde sein Nachfolger, während Petzold der Ehrenvorsitz des Landesverbandes übertragen wurde.
Von 2004 bis zu seinem Tod gehörte Petzold dem Sächsischen Landtag an. Für ihn rückte Mario Löffler in den Landtag nach. Am 21. Januar 2005 verließ Petzold mitsamt der NPD-Fraktion den Sächsischen Landtag, als dieser eine Gedenkminute für die Opfer des Nationalsozialismus abhielt. Im Oktober 2006 hob das Plenum des sächsischen Landtages die Petzolds Immunität auf. Hintergrund war ein Strafverfahren wegen Beleidigung.
Bei der Bundestagswahl 2005 kandidierte er erfolglos im Wahlkreis Chemnitz.